# 卡爾·博施
卡爾·博施（德語：Carl Bosch，1874年8月27日—1940年4月26日）是德國化學家與工程師。1931年諾貝爾化學獎以及1939年歌德獎獲得者。
企业家罗伯特·博世是他的叔父。

## 生平
卡爾出生於科隆。他在1892至1898年間就讀於查諾頓堡的工業學院（今天的柏林工業大學）與萊比錫大學。1899年開始在巴斯夫（BASF）工作。1908年至1913年與弗里茨·哈伯合作發展出哈柏法。一次大戰後，投入高壓化學領域，研究汽油與甲醇的合成。1925年成為法本公司的創立者之一，從1935年起成為董事長。在1931年與伯吉尤斯（Friedrich Bergius）因開啟了高壓化學的世界而共同獲頒諾貝爾化學獎。
尽管卡尔·博施创立的法本公司成为纳粹德国的战争工业支柱，他本人却对纳粹的政策相当抵触，包括对犹太人的迫害。最终，他放弃了所有显赫的头衔职位，并很快陷入抑郁和酗酒之中。他于1940年4月26日逝世于海德堡。
他同時是位業餘的天文愛好者，小行星7414博施則是以為了紀念他的榮譽而命名。
†（页面存档备份，存于）.

## 相關文章
- Nobel biography（页面存档备份，存于）
- recognition of their contributions to the invention and development of chemical high pressure methods.